# Hipparchia australis
Hipparchia australis är en fjärilsart som beskrevs av Hans Rebel 1910. Hipparchia australis ingår i släktet Hipparchia och familjen praktfjärilar. Inga underarter finns listade i Catalogue of Life.